# Psamathe (maan)
Psamathe (IPA /ʼpsamaˌteː/, Latijn Psamathē van het Griekse Ψαμάθη) of Neptunus X, is een natuurlijke maan van Neptunus.
De maan is genoemd naar Psamathe, een van de Nereïden. De maan was voorheen bekend onder de tijdelijk aanduiding S/2003 N 1.
Omdat de baan vrijwel gelijk is aan Neso, is het gesuggereerd dat beide manen een gezamenlijke oorsprong hebben in een uit elkaar gevallen grotere maan.
Triton · Naiad · Thalassa  · Despina · Nereïde · Galatea · Larissa · Proteus · Halimede · Sao · Hippocampus · Laomedeia · Psamathe · Neso